# Litje
Lítje je eden najstarejših in zelo pogosto uporabljenih načinov oblikovanja kovinskih in tudi umetnih materialov. Veda, ki se ukvarja z litjem je livarstvo. Uporablja se za izdelke, kjer točnost ni tako zelo pomembna, zato pa se lahko izdelajo bolj zapletene oblike. Vzrok temu je, da se snov pri ohlajanju krči in povzroči spremembo prostornine odlitka glede na formo. 
V osnovi poteka litje tako, da kovino stalimo in jo vlijemo v livno votlino forme. V formi, ki ima obliko končnega izdelka se nato kovina stali in obdrži njeno obliko. Pri litju se lahko pojavi veliko napak. Ena najpogostejših so lunkerji. To je prazen prostor v ulitku, ki lahko nastane zaradi več vzrokov. Lahko je ohlajanje prehitro ali neenakomerno, temperatura litine ni prava in drugo. Druga pogosta napaka je plinska poroznost, ki nastane, ko se med strjevanjem zaradi večje topnosti plinov v talini kot v trdnem, začnejo plini izločati iz taline in tako nastanejo mehurčki. 
Poznamo več postopkov litja. Osnova delitev je delitev po tem kolikokrat lahko uporabimo formo, torej na litje v enkratne in trajne forme. Pri litju v enkratne forme uporabimo model, ki ga postavimo v dvodelno ravnino, ki je običajno sestavljena iz livarskega peska. Livarski pesek na kremenčevi osnovi z dodatkom gline za dovolj veliko trdnost se sprime in prevzame obliko modela. Iz posušene peščene forme nato odstranimo model in formo napolnimo preko livnega kanala s talino. Forma mora imeti še oddušnik preko katerega uhaja zrak. Po strditvi se peščena forma razbije in dobimo odlitek, ki ga je potrebno še ustrezno obdelati. Pri litju v trajne forme, ki je namenjeno serijskemu litju, poznamo več podvrst. Tako je lahko litje tlačno, centrifugalno ali kontinuirno. Pri tlačnem litju imamo kokilo, ki je trajna forma narejena iz orodnega jekla in ima poleg gravure z obliko ulitka še livni kanal in oddušnik. Kokila je dvodelna, da lahko po ohladitvi izvzamemo odlitek. Centrifugalno litje se uporablja za pridobivanje votlih simetričnih odlitkov. Pri tem se forma med vlivanjem vrti, kar nam da ulitke s točnimi merami. Pri kontinuiranem litju imamo bakreno kokilo, ki je vodno hlajena. V njo priteka talina, ki se počasi ohlaja, pri tem pa jo nepretrgoma vlečemo iz kokile in jo še po tem hladimo. S kontinuirnim litjem dobivamo predvsem palice, profile in cevi.

## Proces izdelave ulitkov
Surovine katere uporabljamo v procesu izdelave ulitkov morajo biti ustrezno skladiščene. Najpogostejše surovine so Aluminij, Magnezij, Nikelj,... Začetna faza procesa je, ko vilčarist pripelje material iz skladišča do peči ter material strese v peč, da jo rastali. Temperatura v peči se giblje med 680 °C do 750 °C (aluminij). Od staljenega materiala vzamemo vzorček ter v laboratoriju preverimo če struktura ustreza naši specifikaciji. Po analizi se ugotovi, če je z materialom vse v redu in če je nadaljujemo s postopki, v nasprotnem primeru pa se dodajajo elementi tako, da ustrezajo našim specifikaciji in nato se še naknadno preveri. Staljeni material se po končanih analizah vlije v dozirno peč. Iz dozirne peči se vzame določena količina staljenega materiala za izdelavo ulitka, kateri se vlije v pušo. Po puši drsi bat, kateri vbrizga talino v orodje. Orodje naredi obliko komada. Staljeni material, ki je v orodju še ni v trdem stanju zato počakamo, da talina preide v trdo stanje. Ko je talina v trdem stanju se orodje odpre, da lahko robot odvzame komad, katerega nese v porezilno orodje (štanco). Porezilno orodje poreže odvečne materiale (dolivek, oddušniki...). Delavec-livar iz porezilnega orodja odvzame komad ter ga pregleda (dimenzijo, nezalitost, poroznost, dvoplastnost). Te napake nastanejo zaradi obrabljenosti orodja, odpadlih delov gravur, slabo nastavljenega programa na stroju. Po pregledu ulitkov jih vilčarist pelje do peskalnega stroja kjer se popeskajo zaradi vizualnega izgleda (prekrivanje lepotnih napak). Po peskanju delavec naknadno pregleda komad iz varnostnih razlogov (reklamacije...). V zadnji fazi sledi embaliranje (v kartonske škatle, v zaboje...) in skladiščenje.